# Ilmenau
Ilmenau is een gemeente in de Duitse deelstaat Thüringen, gelegen in de Ilm-Kreis. Ilmenau telt 38.637 inwoners.

## Geografie
Ilmenau ligt op een hoogte van 500 meter ten noorden van het Thüringerwoud. Vooral de rivier Ilm, die de stad van west naar oost doorsnijdt, kenmerkt het landschap van Ilmenau.

## Afbeeldingen

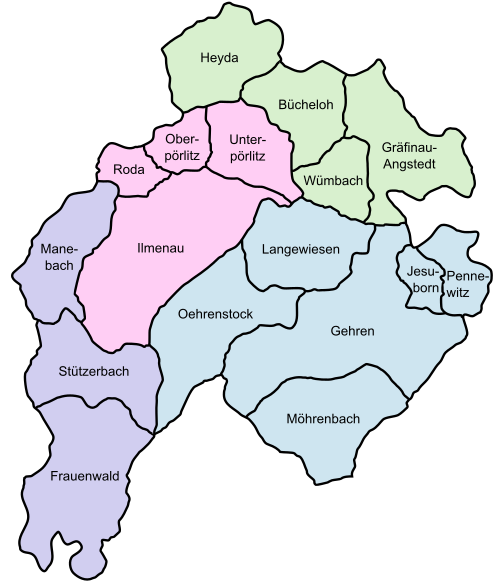
De Kernstadt en de 16 Ortsteile van Ilmenau
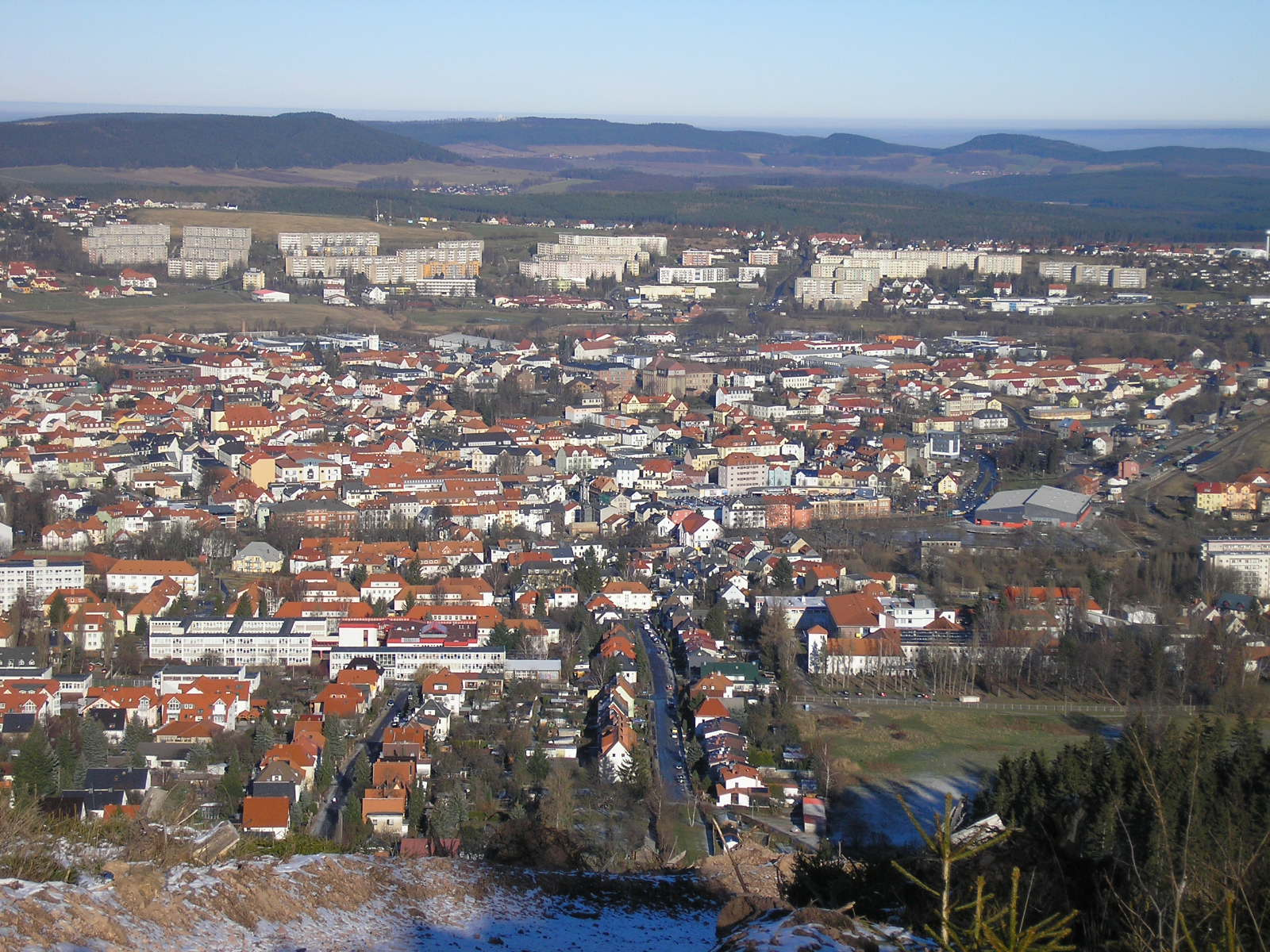
Centrum

## Economie
Voornaamste werkgeefster in de stad is de Technische Universiteit van Ilmenau , waar in 2024 meer dan vierduizend mensen studeerden. 
Van de eens uitgebreide glas-, machinebouw- en andere industrie zijn alleen nog een aantal kleine, gespecialiseerde bedrijven overgebleven. 
De landschappelijk fraaie omgeving heeft het toerisme sinds circa 2000 in betekenis doen toenemen.

## Geschiedenis
Ilmenau wordt voor het eerst in 1273 in een oorkonde vermeld. Het behoorde toen tot het Graafschap Käfernburg. De stad kreeg in 1341 haar stadsrechten. Drie jaar later (1344) werden de graven van Henneberg de nieuwe heersers van de stad. In 1762 brandde de stad vrijwel geheel af, waarna een nieuw centrum in late barokstijl werd gebouwd. Veel van deze 18e-eeuwse gebouwen staan er nog steeds.
Het is ook de plaats waar Hendrikus Colijn (Nederlands militair, topfunctionaris en politicus) op 18 september 1944 overleed in Duits ballingschap. In 1947 werd hij herbegraven in Den Haag. In 2006 werd besloten in Ilmenau een gedenkteken voor hem op te richten. Bij de gedenksteen is een tekst geplaatst, waarop een samenvatting staat van zijn carrière en de reden waarom hij in Ilmenau verbleef.
Op 16 oktober 1993 werd Oberpörlitz opgenomen in de gemeente. Op 25 maart 1994 volgden Manebach en Heyda. Op 6 juli 2018 werden de steden Langewiesen en Gehren en de gemeenten Pennewitz en Wolfsberg opgenomen en op 1 januari 2019 ten slotte volgden Frauenwald en Stützerbach.

## Geboren in Ilmenau
- Otto-Wilhelm Förster (1885-1966), generaal
- Jan Behrendt (1967), rodelaar
- Peter Sendel (1972), biatleet
- Andrea Henkel (1977), biatleet

## Verkeer en vervoer
In de plaats liggen de spoorwegstations Ilmenau en Ilmenau Bad.
Alkersleben · Amt Wachsenburg · Angelroda · Arnstadt · Bösleben-Wüllersleben · Dornheim · Elgersburg · Elleben · Elxleben · Geratal · Großbreitenbach · Ilmenau · Martinroda · Osthausen-Wülfershausen · Plaue · Stadtilm · Witzleben
Bücheloh · Frauenwald · Gehren · Gräfinau-Angstedt · Heyda · Ilmenau · Jesuborn · Langewiesen · Manebach · Möhrenbach · Oehrenstock · Oberpörlitz · Pennewitz · Roda · Stützerbach · Unterpörlitz · Wümbach